# Kunstjahr 1497
Liste der Kunstjahre

Kunstjahr 1497 | 1498 | 1499 | 1500 | 1501 | ► | ►►

Weitere Ereignisse

## Ereignisse

### Fegefeuer der Eitelkeiten
Am 7. und am 17. Februar veranstaltet der fanatische Dominikaner und Bußprediger Girolamo Savonarola in Florenz mit dem „Fegefeuer der Eitelkeiten“ eine Bücherverbrennung. Er lässt große Scharen von Jugendlichen und Kindern („Fanciulli“) durch Florenz ziehen, die „im Namen Christi“ alles beschlagnahmten, was als Symbol für die Verkommenheit der Menschen gedeutet werden könnte. Dazu zählen nicht nur „heidnische“ Schriften oder pornographische Bilder, sondern auch Gemälde, Schmuck, Kosmetika, Spiegel, weltliche Musikinstrumente und -noten, Spielkarten, aufwendig gefertigte Möbel oder teure Kleidungsstücke. Teilweise liefern die Besitzer diese Dinge auch selbst ab, sei es aus tatsächlicher Reue oder aus Angst vor Repressalien. Der Maler Sandro Botticelli wirft einige seiner Bilder selbst in die Flammen. 

### Malerei
Pinturicchio gestaltet Fresken in der Kapelle des Bischofs von Eroli im Dom Santa Maria dell’Assunta in Spoleto. 

### Glockengießerei
Gerhard van Wou gießt in der Nacht vom 7. auf den 8. Juli vor dem Erfurter Dom die Gloriosa, die  größte freischwingende mittelalterliche Kirchenglocke der Welt.

## Geboren
- um 1497: Heinrich Füllmaurer, württembergischer Maler und Zeichner († 1547/48)
- um 1497: Girolamo da Treviso, venezianischer Maler und Bildhauer († 1544)
- 1497/1498: Hans Holbein der Jüngere, deutscher Maler mit Basler Bürgerrecht († 1543)

## Gestorben
- 24. Mai: Benedetto da Maiano, florentinischer Bildhauer und Baumeister (* 1442)
- 22. Juli: Francesco Botticini, florentinischer Maler (* um 1446)
- 4. Oktober: Benozzo Gozzoli, florentinischer Maler der Renaissance (* 1420)